# Національна рада за демократію та розвиток
Національна рада за демократію та розвиток (НРДР) (фр. Conseil National pour la Démocratie et le Développement, CNDD) — вищий колегіальний орган державної влади Гвінейської Республіки, створений 23 грудня 2008 року збройними силами для управління країною.

## Державні функції
Статус, структура та компетенція Ради законодавчо визначені не були. Вона була вищим органом виконавчої влади у Гвінеї, а президент республіки капітан Мусса Даді Камара займав пост голови Ради. Після призупинення дії Конституції та розпуску Національних зборів НРДР також мала повну законодавчу владу, однак країна керувалась за допомогою ордонансів (обов'язкових до виконання указів, що мали силу закону) президента Гвінеї.

## Склад Ради
До складу НРДР входили 26 офіцерів Збройних сил Гвінеї та 6 цивільних осіб. Серед військових членів Ради первинно були один бригадний генерал, 3 полковника, 9 підполковників, 6 майорів, 3 капітани, 2 старших лейтенанти (Chief Adjutant), 3 лейтенанти й один молодший лейтенант. Перший заступник голови Ради — бригадний генерал Мамаду «Тото» Камара (12 січня 2008 року президентським ордонансом отримав звання дивізійного генерала), другий віце-голова — полковник Секуба Конате (12 січня 2008 президентським ордонансом отримав звання бригадного генерала).
Список членів Ради
1. капітан Мусса Даді Камара
2. бригадний генерал Мамаду «Тото» Камара
3. полковник Секуба Конате
4. підполковник Метьюрін Бангура
5. підполковник Абубакар Сідіки Камара
6. майор Умар Балде
7. майор Мамаду Мара
8. майор Альмамі Камара
9. лейтенант Мамаду Бой Діалло
10. підполковник Кандіа Мара
11. полковник Секу Мара
12. Моркіре Камара
13. Альфа Яйя Діалло
14. підполковник Мамаду Корка Діалло
15. капітан Келеті Фаро
16. підполковник Фодеба Туре
17. майор Шейх Тідіане Камара
18. полковник Секу Сако
19. молодший лейтенант Клод Піві
20. лейтенант Саа Альфонс Туре
21. Мусса Кейта
22. Едор Ба
23. майор Баму Лама
24. Мохамед Ламіне Каба
25. капітан Даман Конде
26. майор Амаду Думбуйа
27. лейтенант Мусса Кекоро Камара
28. старший лейтенант Ісса Камара
29. підполковник Абдулай Шеріф Діабі
30. доктор Діакіте Абубакар Шеріф
31. Мамаді Конде
32. старший лейтенант Шейх Ахмед Туре[1].

Деякі члени Ради 24 грудня 2008 року увійшли до складу уряду Гвінеї: генерал Мамаду Камара був призначений на пост міністра безпеки та цивільної оборони, полковник Секуба Конате — міністра оборони.

## Історія
Раду було сформовано під час військового перевороту 23 грудня 2008 року після смерті президента країни Лансани Конте. Формування складу Ради відбувалось вночі на 23 грудня на території казарм окремого повітряно-десантного батальйону у військовому таборі Альфа Яйя у передмісті Конакрі. Вже о 07:00 щодо претензій на владу оголосив на телебаченні голова Ради Мусса Даді Камара. Однак створення НРДР стало несподіванкою для більшості посадовців гвінейської армії, тому прем'єр-міністр оголосив про провал спроби військового перевороту. Утім упродовж доби армія та населення підтримали Раду й капітана Камару, якого 24 грудня рішенням НРДР було призначено на пост глави держави.
3 грудня 2009 року на Камару було скоєно замах, у результаті якого його було поранено. Камара переїхав з Гвінеї до Марокко, де перебував у шпиталі міста Рабат під посиленою охороною. За повідомленнями офіційних осіб гвінейського уряду, Муса Даді зазнав вогнепального поранення у голову. Політична ситуація у Конакрі залишалась нестабільною, внутрішньокланова боротьба у середовищі військового керівництва продовжувала загострюватись.
У січні 2010, перебуваючи за межами країни, Камара виступив із заявою, в якій пообіцяв не повертатись до Гвінеї, підтримав якнайшвидше повернення країни до цивільного правління та погодився з призначенням на пост прем'єр-міністра лідера опозиції Жана-Марі Доре. Таким чином Рада припинила своє існування.